# It’s Impossible (album)
It’s Impossible – studyjny album amerykańskiego piosenkarza Perry’ego Como będący jego dziewiętnastym albumem w formacie 12-calowej płyty LP. Został nagrany między 23 a 25 listopada 1970 roku, z wyjątkiem utworu tytułowego „It’s Impossible”, który został nagrany 6 maja 1970. Album ukazał się nakładem wytwórni muzycznej RCA Victor w grudniu 1970 roku.

## Lista utworów

### Strona pierwsza
1. „It’s Impossible”
2. „Raindrops Keep Fallin' On My Head”
3. „Something”
4. „Snowbird”
5. „A House is Not a Home”

### Strona druga
1. „Everybody is Looking for an Answer”
2. „El Condor Pasa”
3. „(They Long to Be) Close to You”
4. „I Think I Love You”
5. „We've Only Just Begun”